# 카방고주

카방고주의 위치

카방고주(영어: Kavango) 또는 오카방고주(영어: Okavango)는 나미비아 북동부에 있던 주로, 주도는 룬두이며 면적은 43,418 km2, 인구는 201,093명이다. 2013년 8월 동카방고주와 서카방고주로 분리되면서 폐지되었다.
북쪽으로는 오카방고강을 경계로 앙골라 쿠안두쿠방구주와 접하고 있었고 남동쪽으로는 보츠와나 북서부구, 동쪽으로는 잠베지주, 남쪽으로는 오초존주파주, 서쪽으로는 오시코토주, 북서쪽으로는 오항궤나주와 접하고 있었으며 9개 선거구로 나뉘었다.